# Rond-point Lepois
Le rond-point Lepois est une voie de la commune de Nancy, dans le département de Meurthe-et-Moselle, en région Lorraine (Grand Est).

## Situation et accès
Située proche de la gare, elle relie la rue Lepois au passage Sébastien-Bottin. 

## Origine du nom
Né en 1563 à Nancy et mort en 1633 dans cette même ville, Charles Le Pois, premier professeur et doyen de la Faculté de médecine de l’université lorraine, donna le nom au rond-point Lepois.

## Historique
Aménagé vers 1870, le rond-point Lepois dessert depuis 1886 la rue Lepois et fut rebaptisé rond-point Lepois en 1876. Auparavant il se dénommait rond-point Beaupré.

## Bâtiments remarquables et lieux de mémoire
- no 1 bis hôtel particulier édifié par l’architecte Ferdinand Genay en 1881[2]
les sculptures sont l’œuvre du sculpteur Renaux
- no 2 hôtel particulier
- no 4 hôtel particulier
- no 6 hôtel particulier
- no 7 hôtel particulier dû à l’architecte Louis Lanternier en 1895
- no 8-10 deux hôtels particuliers jumeaux en pierre blanche et brique rouge
- no 12 hôtel particulier
- no 14 hôtel particulier